# Zurab Menteshashvili
Zurab Menteshashvili (géorgien : ზურაბ მენთეშაშვილი), né le 30 janvier 1980 à Roustavi en Géorgie, est un footballeur international géorgien, qui évoluait au poste de milieu défensif.

## Biographie

### Carrière de joueur
Zurab Menteshashvili dispute 26 matchs en Ligue des champions, pour un but inscrit, et 13 matchs en Ligue Europa, pour un but inscrit,.

### Carrière internationale
Zurab Menteshashvili compte 40 sélections et 1 but avec l'équipe de Géorgie entre 2000 et 2010. 
Il est convoqué pour la première fois par le sélectionneur national Revaz Dzodzouachvili pour un match amical contre la Slovaquie le 2 février 2000 (victoire 2-0). Par la suite, le 6 février 2000, il inscrit son seul but en sélection contre l'Arménie, lors d'un match amical (victoire 2-1). Il reçoit sa dernière sélection le 25 mai 2010 contre le Cameroun (0-0).

## Palmarès
- Avec le Skonto Riga
  - Champion de Lettonie en 1999, 2000, 2001, 2002, 2003 et 2004
  - Vainqueur de la Coupe de Lettonie en 2000, 2001 et 2002

- Avec le FK Ventspils
  - Champion de Lettonie en 2007 et 2008
  - Vainqueur de la Coupe de Lettonie en 2007

- Avec l'Hapoël Tel-Aviv
  - Champion d'Israël en 2010
  - Vainqueur de la Coupe d'Israël en 2010

- Avec le FC Zestafoni
  - Champion de Géorgie en 2012

- Avec le Saburtalo Tbilissi
  - Champion de Géorgie de D2 en 2015